# Особняк Парамонова
Особняк Миколи Парамонова — будівля в Ростові-на-Дону, побудована в 1914 році для книговидавця Миколи Парамонова згідно з проектом архітектора Леоніда Еберга. В наш час у будинку розташована Зональна наукова бібліотека імені Ю. А. Жданова Південного федерального університету. Будівля побудована в стилі неокласицизму і має статус пам'ятки архітектури федерального значення.

## Історія
Будинок відомого ростовського книговидавця і благодійника Миколи Парамонова було побудовано в 1914 році. Автором проекту будинку був архітектор Л. Ф. Еберг. В цій будівлі Парамонов проживав разом з дружиною Анною Ігнатівною та дітьми.На початку 1918 року будинок було реквізовано, після чого розмістився Ростово-Нахічеванський ревком. В травні 1918 року, після вигнання більшовиків з Ростова, в особняку розмістилась Добровольча армія. В цьому ж 1918 році в будинку відбулась пожежа. Будівлю відновили лише в 1923 році.
Після відновлення в будинку розташовувався спочатку клуб будівельників, потім інститут переливання крові. В 1930-х роках там знаходився обласний музей краєзнавства. Під час 1941—1945 років будинок згорів. Але стіни та колонади не зазнали серйозних пошкоджень. В 1947 році було вирішено провести реконструкцію будинку. Проведенням робіт керував Л. Ф. Еберг. В 1952 році реконструкція була завершена і будинок був переданий бібліотеці Ростовського державного університету.
На початку XXI століття особняк Парамонова знов почав потребувати капітального ремонту. В його підвалі почала збиратись вогкість, яка шкодить будівлі та рідкісним книгам. В 2005 році був здійснений ремонт фасаду. Реконструкція всього будинку мали розпочати восени 2013 року.

## Архітектура
Особняк Парамонова побудований в стилі неокласицизм. З самого початку, ділянка, на якій міститься особняк, відокремлений від вулиці Пушкінської огорожею з кованою ажурною решіткою. Головний північний фасад має симетричну композицію. В центрі розташований шестиколонний портик іонічного ордену. Бокові фасади прикрашені рядами пілястр. До головного входу веде чотирьохметрові двосторонні двумаршеві сходи. Цокольний поверх, оформлений рустом, завершується широким карнизом. Зовнішність південного фасаду формує тераса з мальовничими колонами, які стоять у два ряди, ї капітелі були втрачені в 1940-х роках. Парадний вестибюль особняка з'єднується з центральним атріумною залою, яку освітлює скляний ліхтар.